# Associazione Calcio Gazzi
L'Associazione Calcio Gazzi è stata una societa calcistica di Messina. Ha disputato la Serie C 1945-1946.

## Storia
La prima società calcistica di Gazzi venne fondata nel 1928 da Corrado Finozzi, con la denominazione Unione Sportiva Gazzi. Inizialmente in maglia giallo-verde, disputava solamente partite in ambito locale. Nel 1929 l'Unione Sportiva Gazzi si fuse con l'Unione Sportiva Messinese (rinata proprio nel 1929) dando vita all'Unione Sportiva Messinese-Gazzi.
La Messinese-Gazzi disputò la Terza Divisione 1929-1930, e conquistò la promozione in Seconda Divisione. Proprio al termine della stagione 1930-1931 la società si sciolse.
Al termine del conflitto bellico si tornò a parlare nuovamente del Gazzi; nel 1945 nacque infatti l'Associazione Calcio Gazzi, presieduta ancora da Corrado Finozzi. Con i nuovi colori giallorossi, il Gazzi prende parte alla Serie C 1945-1946.
Terminato il campionato, il Gazzi si fuse con l'Associazione Sportiva Messina, dando vita alla Associazione Calcio Messina.